# Johan Mentzer
Johan Mentzer, född 27 juli 1658, död 24 februari 1734, var präst i Kemnitz. Han var även psalmförfattare och finns representerad i danska Psalmebog for Kirke og Hjem.